# Ciboneya antraia
Espèce
Ciboneya antraia est une espèce d'araignées aranéomorphes de la famille des Pholcidae.

## Distribution
Cette espèce est endémique de la province de Pinar del Rio à Cuba. Elle se rencontre dans les grottes Cueva de la Lechuza,  Cueva de Catacumbas, Cueva de Antorcha, Cueva de las dos Anas, Cueva de los Murcielagos et Cueva del Campamento.

## Description
Le mâle holotype mesure 3,5 mm.

## Publication originale
- Huber & Pérez, 2001 : A new genus of pholcid spiders (Araneae: Pholcidae) endemic to western Cuba, with a case of female genitalic dimorphism. American Museum novitates, no 3329, p. 1-23 (texte intégral).